# Chameleon (Labelle)
Chameleon è il sesto album del gruppo musicale statunitense Labelle, pubblicato nel 1976 dalla Epic Records.
| Recensione       | Giudizio |
| ---------------- | -------- |
| AllMusic         | [ 1 ]    |
| Robert Christgau | B-       |
| Rolling Stone    | positivo |

## Tracce
Testi di Nona Hendryx eccetto dove indicato, musiche di David Rubinson.
1. Get You Somebody New – 6:10 (Joe Crane)
2. Come Into My Life – 6:44
3. Isn't It a Shame – 7:58 (Randy Edelman)
4. Who's Watching the Watcher? – 4:15
5. Chameleon – 5:15
6. Gypsy Moths – 5:00
7. A Man in a Trenchcoat (Voodoo) – 7:49
8. Going Down Makes Me Shiver – 7:07

## Classifiche settimanali
| Classifica (1976) | Posizione massima |
| ----------------- | ----------------- |
| Stati Uniti       | 94                |
| US R&B Albums     | 21                |